# Георгій Сєдов (фільм)
«Георгій Сєдов» (рос. «Георгий Седов») — радянський художній історико-біографічний фільм, який був знятий в 1974 році на  кіностудії імені Горького.

## Сюжет
Дія фільму відбувається в 1912—1914 роках під час підготовки та проведення полярної експедиції  Георгія Яковича Сєдова.

## У ролях
- Ігор Лєдогоров —   Георгій Сєдов
- Наталія Величко —  Віра
- Валерій Гатаєв —  Ліннік
- Всеволод Кузнєцов —  Кушаков
- Олександр Степанов —  Пустошний
- Андрій Вєртоградов —   Візе
- Лев Дуров —  кок
- Володимир Ємельянов —  Петров-Гімалайський
- Сергій Плотніков —  господар судна
- Володимир Грамматиков —   Пінєгін
- Юрій Сорокін
- Тигран Давидов
- Борис Григор'єв —  кочегар Кузнєцов
- Тетяна Лебедькова —  епізод
- Володимир Ушаков —  епізод

## Знімальна група
- Режисер:  Борис Григор'єв
- Автор сценарію:  Семен Нагорний
- Оператор: Костянтин Арутюнов
- Художник-постановник: Ігор Бахметьєв
- Композитор:  Георгій Дмитрієв
- Звукорежисер:  Дмитро Бєлєвич
- Монтаж: М. Храбак